# Az Álmosvölgy legendája (televíziós sorozat)
Az Álmosvölgy legendája (eredeti cím: Sleepy Hollow) 2013-ban bemutatott amerikai televíziós sorozat, ami Washington Irving azonos című művén alapul. Alkotói – Alex Kurtzman, Roberto Orci, Phillip Iscove és Len Wiseman – Irving egy másik történetéből, a Rip Van Winkle-ből is merítettek, a cselekményt pedig modern környezetbe helyezték. A történet főhőse az egykor George Washingtonnak kémkedő Ichabod Crane, aki hirtelen a jelenben találja magát, méghozzá olyan helyzetben, hogy a világ sorsa múlik rajta. A főszereplők Tom Mison, Nicole Beharie, Orlando Jones, Katia Winter és Lyndie Greenwood.
A sorozatot az Amerikai Egyesült Államokban a Fox adta 2013. szeptember 16. és 2017. március 31. között, Magyarországon is a Fox tűzte műsorra 2014. február 4-én.

## Cselekmény
A történet 1791-ben, az amerikai függetlenségi háború idején indul. Itt Ichabod Crane George Washington kettős ügynökeként tevékenykedik, amikor is szembetalálkozik egy lovassal, a vele való párbaj pedig mindkettőjük életébe kerül. Azonban Crane 2013-ban magához tér az Álmosvölgy (Sleepy Hollow) nevű városban, azonban vele együtt a lovas is visszatér. Crane egy Abbie Mills nevű FBI-ügynök segítségével próbálja megállítani ellenfelét, azonban a világ megmentéséről szóló küldetése a lovas legyőzése után se ért véget.

## Szereplők
| Szereplő         | Színész          | Magyar hang        |
| ---------------- | ---------------- | ------------------ |
| Ichabod Crane    | Tom Mison        | Makranczi Zalán    |
| Abbie Mills      | Nicole Beharie   | Pálmai Anna        |
| Katrina Crane    | Katia Winter     | Gáspár Kata        |
| Frank Irving     | Orlando Jones    | Kálid Artúr        |
| Andy Brooks      | John Cho         | Gyurin Zsolt       |
| Jenny Mills      | Lyndie Greenwood | Bogdányi Titanilla |
| Henry Parish     | John Noble       |                    |
| Betsy Ross       | Nikki Reed       | Sipos Eszter Anna  |
| Pandora          | Shannyn Sossamon | Németh Kriszta     |
| Joseph Corbin    | Zach Appelman    | Gacsal Ádám        |
| Daniel Reynolds  | Lance Gross      | Papp Dániel        |
| Sophie Foster    | Jessica Camacho  |                    |
| Diana Thomas     | Janina Gavankar  |                    |
| Jake Wells       | Jerry MacKinnon  |                    |
| Alex Norwood     | Rachel Melvin    |                    |
| Molly Thomas     | Oona Yaffe       |                    |
| Malcolm Dreyfuss | Jeremy Davies    |                    |
| August Corbin    | Clancy Brown     |                    |
| Alfred Knapp     | Patrick Gorman   |                    |

## Epizódok
| Évad | Évad | Részek száma | Részek száma | Eredeti sugárzás     | Eredeti sugárzás  | Eredeti adó | Magyar sugárzás   | Magyar sugárzás   | Magyar adó |
| Évad | Évad | Részek száma | Részek száma | Évadbemutató         | Évadzáró          | Eredeti adó | Évadbemutató      | Évadzáró          | Magyar adó |
| ---- | ---- | ------------ | ------------ | -------------------- | ----------------- | ----------- | ----------------- | ----------------- | ---------- |
|      | 1.   | 13           | 13           | 2013. szeptember 16. | 2014. január 20.  | Fox         | 2014. február 4.  | 2014. április 28. | Fox        |
|      | 2.   | 18           | 18           | 2014. szeptember 22. | 2015. február 23. | Fox         | 2014. november 3. | 2015. április 6.  | Fox        |
|      | 3.   | 18           | 18           | 2015. október 1.     | 2016. április 8.  | Fox         | 2015. november 9. | 2016. május 16.   | Fox        |
|      | 4.   | 13           | 13           | 2017. január 6.      | 2017. március 31. | Fox         | 2017. április 10. | 2017. július 3.   | Fox        |

## Díjak és jelölések
| Év   | Díj                         | Kategória                               | Jelölt                   | Eredmény |
| ---- | --------------------------- | --------------------------------------- | ------------------------ | -------- |
| 2014 | NAACP Image Awards          | Legjobb színésznő drámasorozatban       | Nicole Beharie           | Jelölve  |
| 2014 | NAACP Image Awards          | Legjobb forgatókönyv drámasorozatban    | Chitra Elizabeth Sampath | Jelölve  |
| 2014 | People’s Choice Awards      | Legjobb új drámasorozat                 | Az Álmosvölgy legendája  | Jelölve  |
| 2014 | Szaturnusz-díj              | Legjobb hálózati televíziós sorozat     | Az Álmosvölgy legendája' | Jelölve  |
| 2014 | Teen Choice Awards          | Legjobb sci-fi vagy fantasy tévésorozat | Az Álmosvölgy legendája  | Jelölve  |
| 2014 | Teen Choice Awards          | Choice Breakout Show                    | Az Álmosvölgy legendája  | Jelölve  |
| 2015 | Fangoria Chainsaw Awards    | Kedvenc televíziós színésznő            | Nicole Beharie           | Jelölve  |
| 2015 | NAACP Image Awards          | Legjobb színésznő drámasorozatban       | Nicole Beharie           | Jelölve  |
| 2015 | Satellite Award             | Legjobb televíziós zsánersorozat        | Az Álmosvölgy legendája  | Jelölve  |
| 2015 | Szaturnusz-díj              | Legjobb hálózati televíziós sorozat     | Az Álmosvölgy legendája  | Jelölve  |
| 2017 | Costume Designers Guild-díj | Legjobb televíziós fantasysorozat       | Mairi Chisholm           | Jelölve  |